# روبن توريس
روبن توريس هو سياسي فلبيني، ولد في 10 سبتمبر 1941. انتخب Secretary of Labor and Employment (Philippines) ‏ (8 ديسمبر 1933 – 15 نوفمبر 1935) وانتخب عضو مجلس النواب في الفلبين.